# José María Azcona
José María Azcona Díaz de Rada (Tafalla, 17 de noviembre de 1882-Tafalla, 1 de junio de 1951) fue un escritor, bibliófilo y bibliógrafo español, erudito publicista versado en el liberalismo y carlismo del siglo XIX, heraldista, político y hombre de negocios. Fue además alcalde de Tafalla (1910-1911) y diputado a Cortes representando a dicha circunscripción de Tafalla durante la Restauración (1914-1916) por el partido liberal. Reunió una biblioteca de más de 8000 libros, especializada en genealogía, heráldica e historia del siglo XIX.

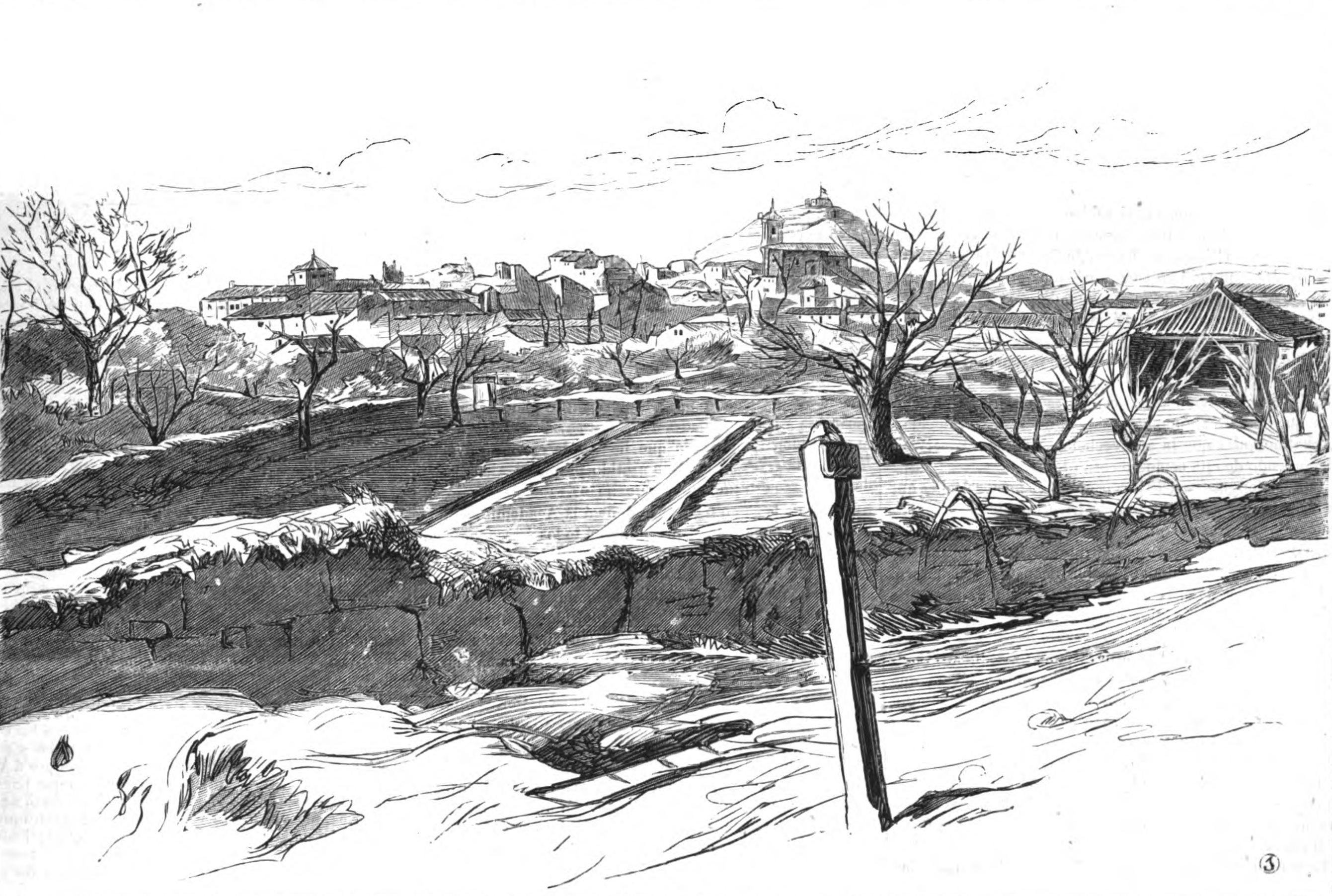
Tafalla. Vista general, tomada desde el ferro-carril (22 de marzo de 1875, La Ilustración Española y Americana, Crónica ilustrada de la guerra, Pellicer)

## Biografía

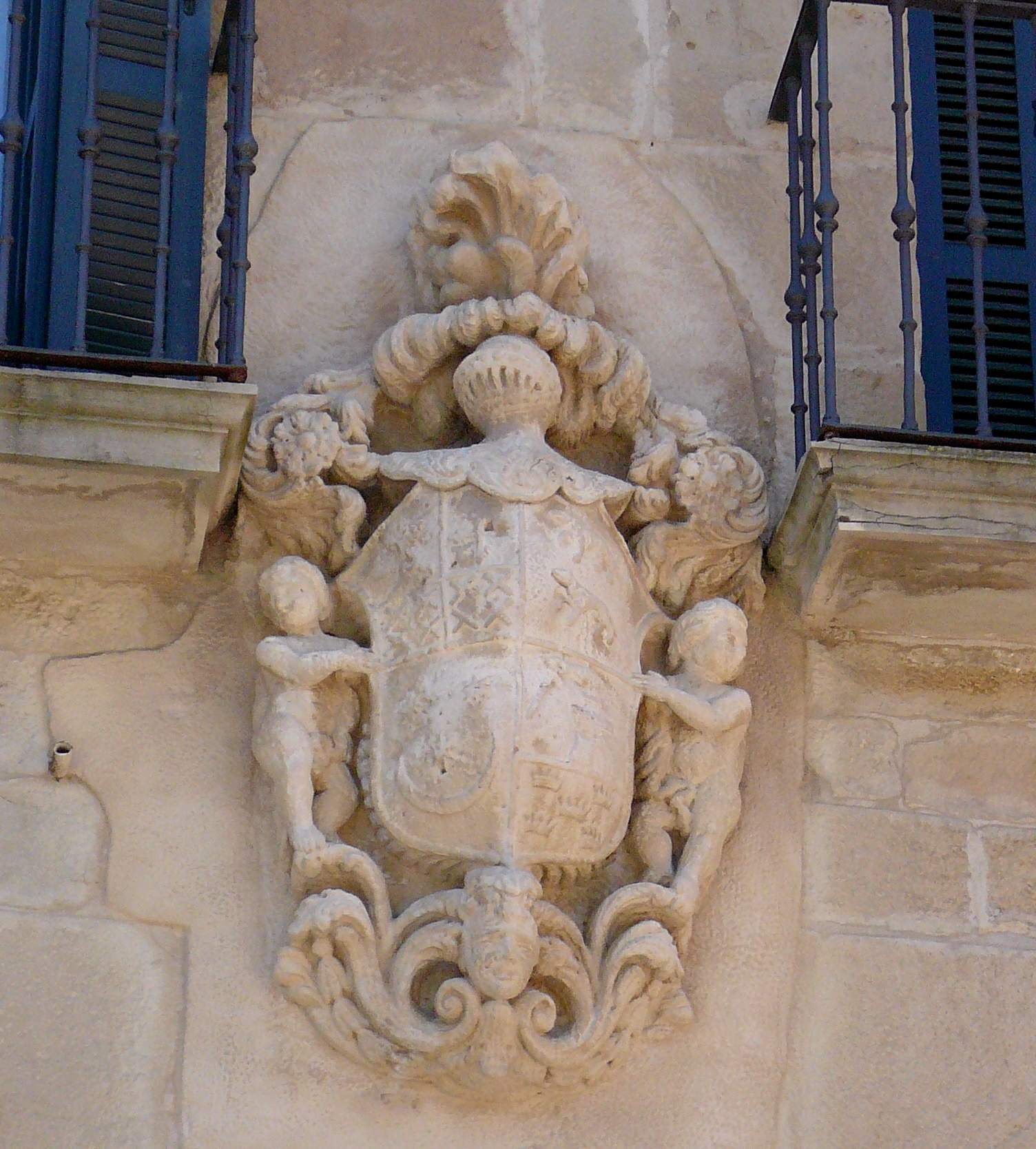
Casa Azcona en Tafalla

Nació el 17 de noviembre de 1882 en la ciudad navarra de Tafalla, en una familia de una posición económica y social elevada. Hijo de José Joaquín Azcona Izu (1835-1903), originario del palacio de Azcona (Valle de Yerri), y de Abdona Díaz de Rada Latasa, originaria de Andosilla, nieta del diputado del Reino en 1834 y liberal isabelino, José María Recart de Landívar, dueño de la casa señorial de Tafalla conocida actualmente como Casa Azcona, e hija de Pío Díaz de Rada, alcalde de Tafalla en 1865. Tuvo dos hermanas mayores, Susana y Dolores, aunque fue él quien heredó la mayor parte del patrimonio familiar.
Estudió primero en los Escolapios de Tafalla y desde 1894 cursa el bachillerato en el Colegio de los Jesuitas de Tudela para examinar brillantemente en el Instituto Provincial de Pamplona. 
Entre 1899 y 1905 estudia en Deusto tanto Derecho como Filosofía y Letras, obteniendo la licenciatura, por libre, en la Universidad de Salamanca, y posteriormente el doctorado en Historia por la Universidad Central de Madrid. Reseñar que ejerció de ayudante bibliotecario en Deusto, faceta que desarrolló abundantemente después.
En 1907 es nombrado fiscal del partido judicial de Tafalla. Fue juez de paz y alcalde de Tafalla (1910-1911). En las elecciones de marzo de 1914 obtuvo un escaño de diputado a Cortes (1914-1916) por el distrito de Tafalla, como independiente, aunque cercano al partido liberal, con un margen de votos muy pequeño y frente al carlista Bartolomé Feliú. Tuvo como mentor político al diputado por el distrito de Tudela, José María Méndez Vigo, que al igual que a él, también habían acusado desde los sectores carlistas de compra de votos.
Integrado en la vida social de su ciudad natal y su región, era socio del Casino Español de Tafalla, accionista del Casino Besta Jira de Villava, como en la vecina Guipúzcoa, siendo socio del Real Aeroclub de San Sebastián y del Real Automóvil Club de Guipúzcoa, colaborando en la puesta en marcha del semanario gráfico Novedades, o formando parte de la Sociedad del Tranvía Funicular Monte Igueldo, fundada en 1912.
En 1913 se casa con Jesusa Landa García (1886-1956), una donostiarra nacida en Tudela. El matrimonio se celebra en Lezo.
Abandonada la política activa, desde finales de 1917, «y oficialmente desde febrero de 1918, será nombrado delegado para Tafalla y su zona de la Comisión de Monumentos Históricos y Artísticos de Navarra.» Tras ser nominado miembro correspondiente de la Real Academia de la HIstoria, será vocal de dicha Comisión.
También será socio de la Sociedad de Estudios Vascos desde su fundación en 1918 siendo uno de sus mayores contribuyentes con una cuota anual que duplicaba la habitual de la gran mayoría de socios.

### Estancia en Madrid (1932-1936)
En 1932 se traslada con toda la familia a Madrid, al Barrio de Salamanca, sin dejar de visitar Tafalla, San Sebastián y la costa vasco-francesa con regularidad. Durante esta estancia madrileña aprende el arte de la encuadernación y técnicas de restauración de libros sin cesar tampoco en su faceta de bibliófilo. Se convierte en visitante asiduo de la Real Academia de la Historia, la Biblioteca del Congreso, el Archivo Militar de Segovia, el Archivo Histórico Nacional o la Biblioteca Nacional de España.
En la primavera de 1936, organiza la vuelta de la familia a Tafalla apurando la suya. Tal es así que el 18 de julio está en Madrid y al día siguiente tiene problemas para regresar. Finalmente lo logra en tren, vía Zaragoza, donde permanecerá unos días llegando a su destino el 25 de julio.

### Regreso a Tafalla (1936-1951)
Aunque su interés venía de atrás, especialmente de sus estancias en Madrid, será durante la década de los años 40 cuando su afición por la encuadernación se intensifique disponiendo de un taller en Tafalla, en la parte superior de su vivienda. Aunque logra ser un buen encuadernador distará de alcanzar el nivel de los maestros del momento.
Falleció el 1 de junio de 1951 en su ciudad natal. Unos meses más tarde recogía Vicente Galbete, en la revista Pregón donde también colaboró con varios artículos, uno de sus últimos deseos tras una larga enfermedad:

Cuando me muera, quiero que me enterréis en una caja de compases. Cada cosa en su sitio. Como estoy muy descangallado y para tan poco, sino se me van a desparramar los huesicos...
José María Azcona

## Trayectoria política
Miembro de una familia de gran posición económica y social, logró aglutinar «el voto local no carlista» y fue alcalde de Tafalla entre 1910-1911 como ya lo fuera su abuelo, Pío Díaz de Rada, en 1865. En tan breve tiempo aprobó el Reglamento para el disfrute de las parcelas comunes y gobierno de los mismo por el Ayuntamiento, firmadas el 30 de marzo de 1911 y aprobadas por la Diputación Foral de Navarra el 14 de junio siguiente.
Pocos años después, en marzo de 1914, es elegido diputado por el distrito de Tafalla en una votación muy ajustada frente al candidato carlista Bartolomé Feliú «rompiendo una serie de ininterrumpidas victorias carlistas desde 1903.» Aunque formal y oficialmente independiente, se mostraba próximo a los liberales de su amigo José María Méndez Vigo en apoyo del gobierno presidido por Eduardo Dato. Su cargo de director de la Caja Agrícola de Tafalla ejerció gran influencia e incluso se sospecha una compra de votos. Durante su estancia en Madrid ocupando el escaño en las Cortes (1914-1916) dedicó mucho tiempo a visitar librerías, museos, archivos y bibliotecas en respuesta a su vocación de bibliófilo. En este momento «destacó por su gestión en la traída de agua corriente a los domicilios, proyecto que culminó en 1914 ocupando la presidencia de la sociedad Aguas de Tafalla, S. A.»
Durante la década de los 20 del siglo XX «se entrecruzan diferentes sentimientos y emociones; por un lado un sentimiento étnico y cultural vasquista, defensor del particularismo navarro que en ciertos momentos se aproxima al napartarrismo pero que al mismo tiempo se siente profundamente español.» Reseñaba García-Sanz Marcotegui, respecto a este tema, cómo en sus años de juventud durante ese acercamiento a los nacionalistas, bromeaban en el semanario carlista Joshe Miguel llamándole «Josheba Miren Azkona». Pero Azcona también «mantiene una ideología monárquica liberal conservadora, defensor del orden social establecido pero que a su vez se manifiesta contrario a la Dictadura de Primo de Rivera.» Esta oposición a Primo de Rivera no fue óbice para acoger con «escepticismo el advenimiento de la Segunda República. Los intereses económicos de clase primaban sobre cualquier otra sensibilidad política.» Por ello pronto mostrará su oposición al nuevo sistema.

## Homenaje
- 20 de enero de 1956. La Ciudad de Tafalla le rinde un homenaje colocando una placa en su casa natal ante la que José María Iribarren, José Berruezo y José Ramón Castro Álava pronuncia un discurso recordatorio del homenajeado. Después, durante un banquete ofrecido por el ayuntamiento, el tafallés José Cabezudo Astráin leyó un poema dedicado a Azcona.[26][27]

## La Biblioteca Azcona
Heredó una amplia biblioteca familiar que amplió hasta conformar su extensa colección particular que dio lugar a la actual Biblioteca Azcona. A esta contribución familiar recibida fue sumando, durante los años 20 numerosas adquisiciones logradas, en muchas ocasiones, mediante una continuada correspondencia con los mejores libreros de España (la familia Vindel, García Rico, Ontañón, Palau, Babra) y de fuera de España (los parisinos Auguste Picard y Klincksieck; el librero de Toulouse, Privat; la librería inglesa de Maggs Bros. y la londinense de Solomons R. Berkelow; la librería berlinesa de Rosenthal). Pero en su búsqueda no dejó de visitar librerías cercanas de Pamplona, San Sebastián, Bayona, Biarritz, Pau, San Juan de Luz, Burdeos o Toulouse.
Fue declarada Bien de Interés Cultural en 2005 (Decreto Foral 106/2005). En este decreto se indicaba que era «la Biblioteca Azcona, ubicada en Tafalla, una de las más importantes y prestigiosas bibliotecas privadas que existen en Navarra. En ella destacan las colecciones sobre guerras carlistas, genealogía y heráldica, San Francisco Javier, libros sobre Navarra y el País Vasco, así como las encuadernaciones artísticas.»
Este fondo se custodia desde 2015 en la Biblioteca de Navarra que, de inmediato, comenzó las tareas de catalogación y digitalización. Esta colección incluye «manuscritos, incunables, más de un millar de impresos del siglo XVI al XVIII y una importante colección hemerográfica.» Sobre este último aspecto la hemeroteca está «integrada por un conjunto de unas 400 publicaciones periódicas, con algunos títulos de los que no se conocen otras colecciones completas.»
Otra aportación relevante lograda por esta biblioteca son «la colección de manuscritos e impresos sobre genealogía y heráldica, especialmente de Navarra.»

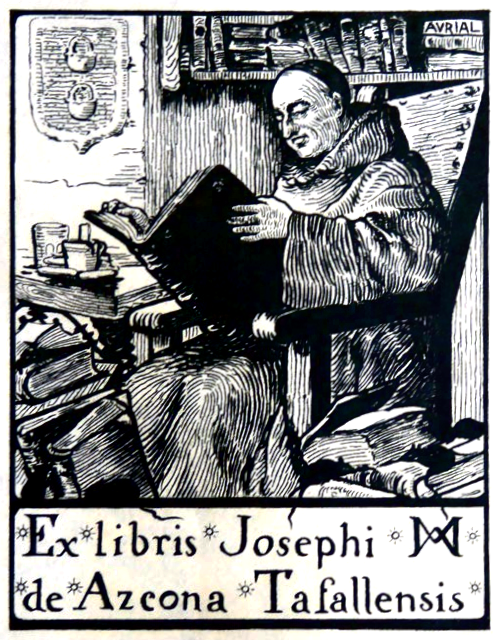
Ex-libris de José María Azcona publicado en Pregón n.º 28 (San Fermín de 1951)

## Obras
Autor de numerosos trabajos, entre artículos y publicaciones, se sabe que utilizaba el seudónimo de Fray Gerundio al escribir en El Diario Vasco. Escribió diversos textos sobre el siglo XIX y las guerras carlistas.
Entre sus obras se cuentan:
- 1933. Memorias de Ángel Morrás. Escenas de la vida tafallesa (siglo XIX), escritas por Ángel Morrás Navascués (Tafalla, 4 de marzo de 1846 - 6 de diciembre de 1934), revisadas, prologadas por Azcona.[35] Previamente se habían comenzado a publicar por entregas en La Voz de Tafalla, desde agosto de 1933.[36] Existen reediciones posteriores con títulos similares como Memorias tafallesas (Pamplona, Ediciones y Libros, 1974)[37][38]
- 1935. Clara-rosa, masón y vizcaíno (Madrid, Espasa-Calpe, 1935).[39] Una biografía de Juan Antonio de Olavarrieta, también conocido como José Joaquín de Clararrosa.[40]
- 1941. Recuerdos de la Guerra Carlista (1837-1839) del Príncipe Félix Lichnowsky, traducidas, comentadas y prologadas. Institución Príncipe de Viana, Madrid. Disponible en BiNaDi.[41]
- 1965. Andanzas de un veterano de la guerra de España (1833-1840) del Barón Guillermo von Rahden. (Pamplona, Institución Príncipe de Viana, 1965). El prólogo, la traducción y las notas son de José María Azcona. Incluye además un esbozo bio-bibliográfico de Azcona escrito por Vicente Galbete.
- 1946. Zumalacarregui : estudio crítico de las fuentes históricas de su tiempo. Instituto de Estudios Políticos. 1946. OCLC 1025790912. Consultado el 10 de febrero de 2023.[16]
- 1952. Bibliografía de San Francisco Javier con prólogo, notas y adiciones de Eladio Esparza. (Pamplona, 1952). Disponible en BiNaDi.[42]

Biblioteca Azcona <-> Biblioteca Navarra Digital
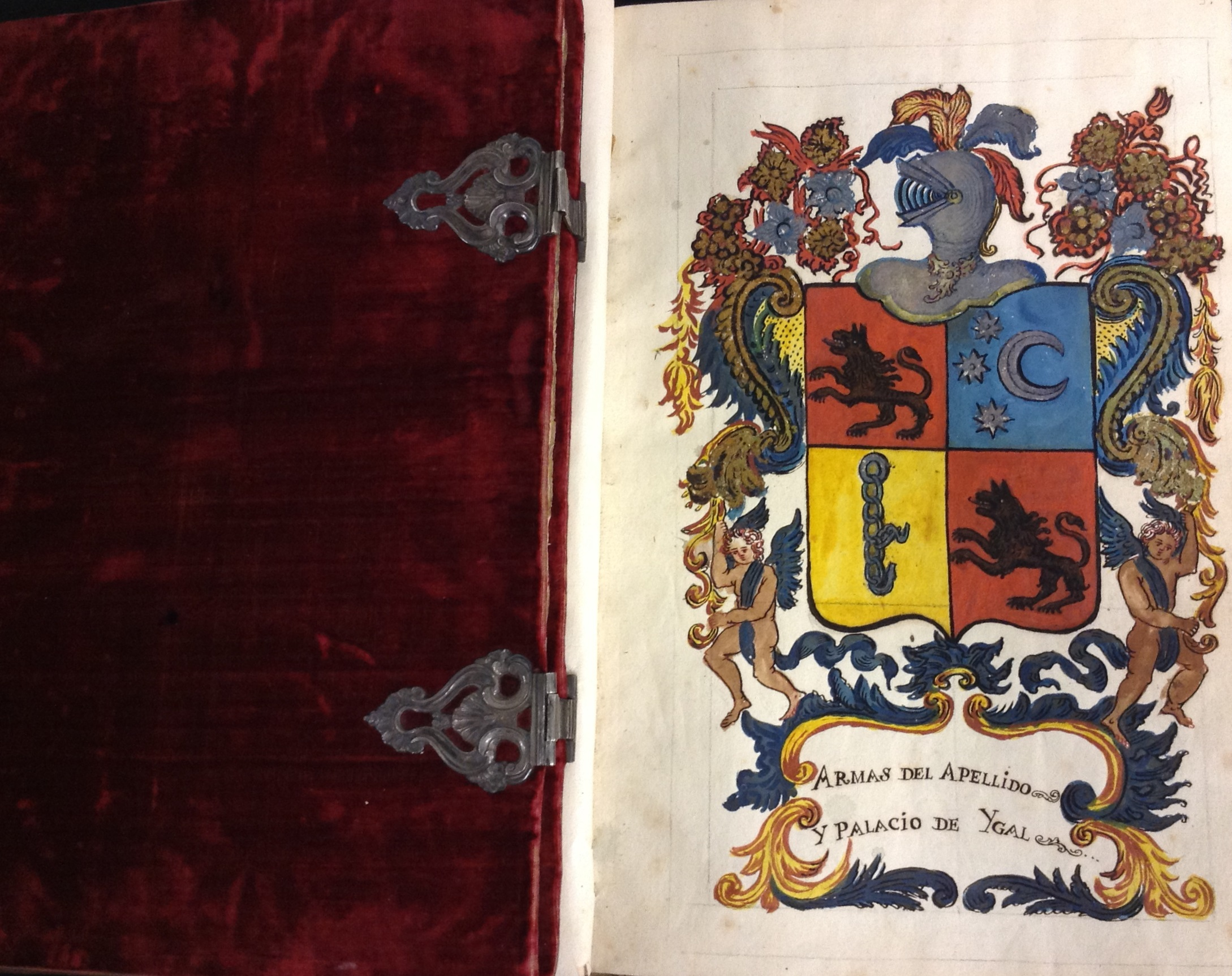
Ejecutoria de hidalguía de Francisco de Igal (1774)
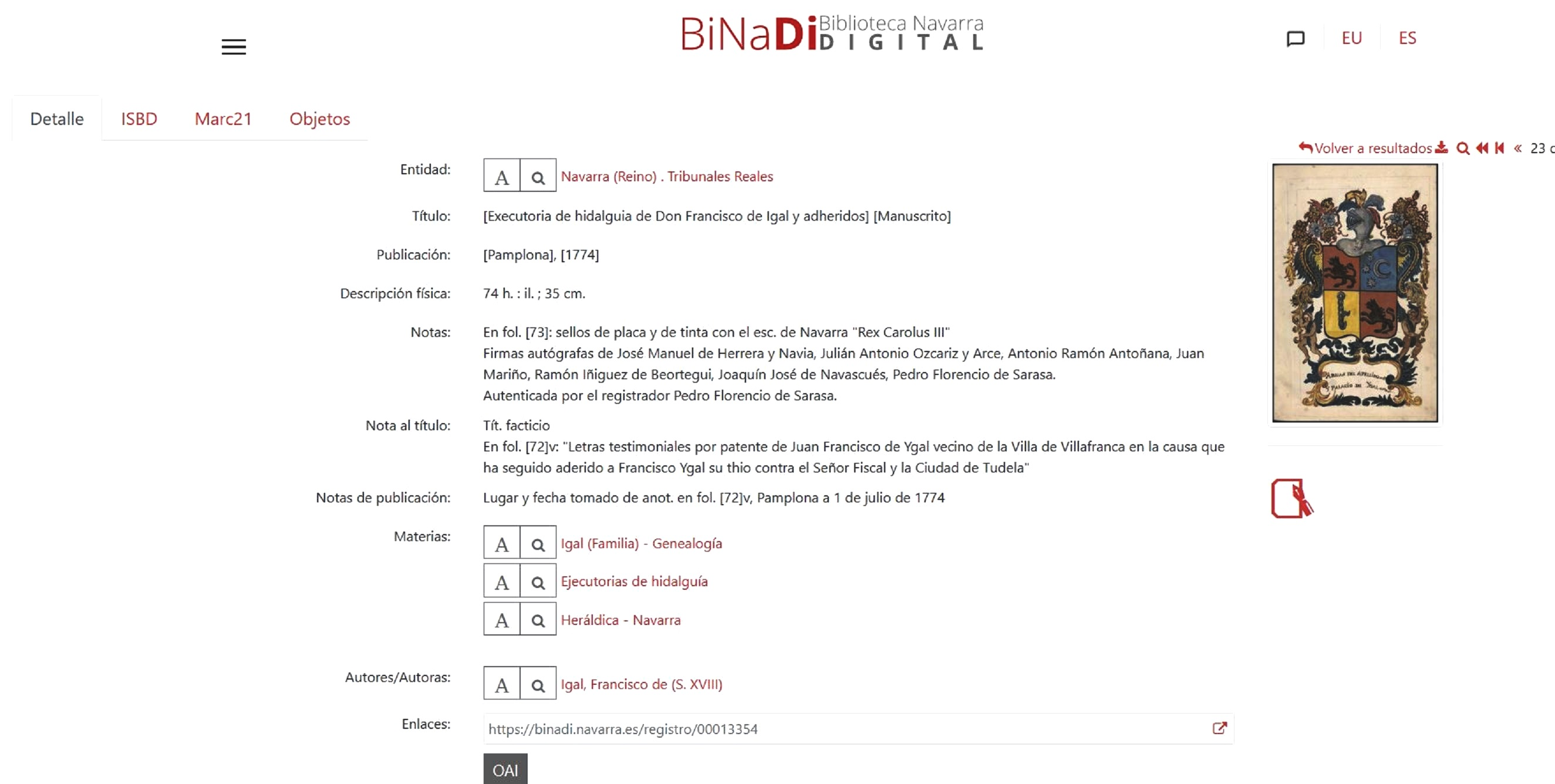
Ficha de BiNaDi de la misma ejecutoria